# Seeholz und Seewiese
Das Naturschutzgebiet Seeholz und Seewiese liegt auf dem Gebiet des oberbayerischen Landkreises Landsberg am Lech östlich von Rieden am Ammersee, einem Ortsteil des Marktes Dießen am Ammersee, direkt am Westufer des Ammersees. Durch das Gebiet hindurch fließt der Wolfgraben, am westlich Rand verläuft die St 2055.

## Bedeutung
Das 96,57 ha große Gebiet mit der Nr. NSG-00245.01 wurde im Jahr 1985 unter Naturschutz gestellt.